# Jadariet
Het mineraal jadariet is een wit lithium-natrium-boor-silicaat met de chemische formule LiNaSiB3O7(OH). Het kristalstelsel is monoklien, verder mineraaleigenschappen zijn nog niet vastgesteld.

## Voorkomen en naam
Jadariet werd in november 2006 ontdekt in een mijn in de Servische Jadarvallei (Servisch: Јадар). Het mineraal is naar deze typelocatie genoemd en geregistreerd nadat onderzoekers van het Natural History Museum in Londen en het National Research Council of Canada het getest hadden. Het mineraal is nog nergens anders aangetroffen en zelfs in de Jadarvallei zijn nog geen andere vondsten beschreven. Er zijn jaren geleden vele kleinschalige mijnbouwactiviteiten gestart maar tot dusver nog zonder resultaat (2019).
Bij de ontdekking van het mineraal jadariet werd gegoogeld op de chemische samenstelling. Tot hun verbazing ontdekten de mineralogen dat een mineraal met deze samenstelling was "gevonden" in de sciencefictionserie over Superman. In die serie is de onkwetsbaar geachte Superman niet resistent tegen het fictieve mineraal kryptoniet. Dat mineraal, genoemd naar de planeet Krypton, is echter groen van kleur en licht op. Jadariet heeft wel een oranjerode fluorescentie bij opvallend ultraviolet licht.
Het mineraal kon echter geen kryptoniet genoemd worden, omdat volgens de organisatie die over de mineraalnamen gaat, dat alleen mogelijk is voor mineralen die het element krypton bevatten. Aangezien krypton een edelgas is, lijkt die kans vooralsnog klein.